# Artère satellite du nerf médian
L'artère satellite du nerf médian (ou artère médiane de l'avant-bras ou artère du nerf médian) est une artère de l'avant-bras.

## Origine
L'artère satellite du nerf médian est un rameau antérieur de l'artère interosseuse antérieure.

## Trajet
L'artère satellite du nerf médian chemine dans l'épaisseur du nerf médian et le vascularise.

## Embryologie
Durant le développement embryonnaire l'artère satellite du nerf médian joue le rôle d'artère principale de l'avant-bras et de la main. Elle régresse généralement à la huitième semaine du développement embryonnaire après formation de l’artère radiale et de l’artère ulnaire mais peut persister plus durablement.
Une artère médiane de l'avant-bras persistante se retrouve entre 4,4 % et 8,3 % de la population, souvent en relation avec le nerf médian, qui, lui-même peut être bifide et, dans certains cas, de manière bilatérale
.
Une artère médiane de l'avant-bras persistante est parfois reliée à un syndrome du canal carpien,.
La prévalence était de 10 % pour les gens nés au milieu des années 1880, alors qu’elle est de 30 % pour ceux qui sont nés à la fin du XXe siècle.